# 鹿児島女子高等学校
鹿児島女子高等学校（かごしまじょしこうとうがっこう 英語: Kagoshima Girls' High School）は、鹿児島県鹿児島市玉里町にある同市立の高等学校。通称「女子高」、「鹿女子」。

## 概要
1894年に創立された女子校である。一時期は当時男子校であった鹿児島商業高等学校と統合していたが、1956年に再び分離した。
鹿児島学区に位置するが設置学科は専門学科のみのため学区制はなく、鹿児島市外からも日置市や姶良市を中心に県内全域から生徒が集まる。制服は紺のブレザー、白ブラウスに紺のネクタイと紺のスカート。
鹿児島市内の公立高校において、長らく、当校と鹿児島商業高等学校が男女別学として存在していたが、2024年度より鹿商が共学化したため、別学は当校のみとなった。

## 設置学科
- 生活科学科
- 商業科
- 情報会計科

## 沿革
- 1894年（明治27年） - 鹿児島市易居町の地に鹿児島女子実業補習学校として創立。
- 1896年（明治29年） - 鹿児島女子徒弟興業学校と改称。
- 1903年（明治36年） - 鹿児島市立女子興業学校と改称。
- 1948年（昭和23年） - 鹿児島市高等学校第2部と改称、新屋敷に校舎移転。
- 1950年（昭和25年） - 鹿児島市高等学校第2部が鹿児島県鹿児島商業高等学校に併合、天保山に校舎移転。
- 1956年（昭和31年） - 鹿児島県鹿児島商業高等学校女子商業科・家庭科が鹿児島県鹿児島女子高等学校として分離。
- 1957年（昭和32年） - 鹿児島女子高等学校と改称。
- 1959年（昭和34年） - 現在地の玉里町に校舎移転。
- 1993年（平成05年） - 生活科学科、情報会計科を設置。

## 交通
- 自転車

生徒の約1/3が自転車で通学している。
- 鹿児島市営バス8、11番線「女子高校前」より徒歩約1分
- 鹿児島市営バス・鹿児島交通・JR九州バス「玉江小前」「護国神社前」より各徒歩約10分

## 部活
- 音楽部
  - 1972年（昭和47年） - 第39回NHK全国学校音楽コンクール全国コンクール優良賞
  - 1974年（昭和49年） - 第41回NHK全国学校音楽コンクール全国コンクール優秀賞
  - 1975年（昭和50年） - 第42回NHK全国学校音楽コンクール全国コンクール優良賞
  - 1980年（昭和55年） - 第47回NHK全国学校音楽コンクール全国コンクール優良賞
  - 1982年（昭和57年） - 第49回NHK全国学校音楽コンクール全国コンクール優良賞
  - 1983年（昭和58年） - 第50回NHK全国学校音楽コンクール全国コンクール優秀賞
  - 1985年（昭和60年） - 第52回NHK全国学校音楽コンクール全国コンクール金賞
  - 1987年（昭和62年） - 第54回NHK全国学校音楽コンクール全国コンクール金賞
  - 1988年（昭和63年） - 第55回NHK全国学校音楽コンクール全国コンクール金賞
  - 1989年（平成元年） - 第56回NHK全国学校音楽コンクール全国コンクール金賞
  - 1990年（平成02年） - 第57回NHK全国学校音楽コンクール全国コンクール銀賞
  - 2009年（平成21年） - 第76回NHK全国学校音楽コンクール全国コンクール優良賞
- バレーボール部
  - 2010年（平成22年） - 春の高校バレーベスト4
  - 2010年（平成22年） - 高校総体準優勝
  - 2011年（平成23年） - 春の高校バレーベスト4
  - 2012年（平成24年） - 春の高校バレー出場
  - 2012年（平成24年） - 高校総体準優勝
  - 2013年（平成25年） - 春の高校バレー出場
  - 2014年（平成26年） - 春の高校バレー出場
  - 2014年（平成26年） - 高校総体ベスト4
  - 2015年（平成27年） - 春の高校バレー出場
  - 2017年（平成29年） - 春の高校バレー出場
  - 2020年（令和2年） - 春の高校バレー出場
  - 2021年（令和3年） - 春の高校バレー出場
  - 2024年（令和6年） - 春の高校バレー出場
- バスケットボール部
  - 1998年（平成10年） - 全国高等学校バスケットボール選抜優勝大会出場
  - 2002年（平成14年） - 全国高等学校バスケットボール選抜優勝大会出場
  - 2013年（平成25年） - 全国高等学校バスケットボール選抜優勝大会出場
- ソフトボール部
  - 1985年（昭和60年） - 高校総体準優勝

## 玉里島津邸

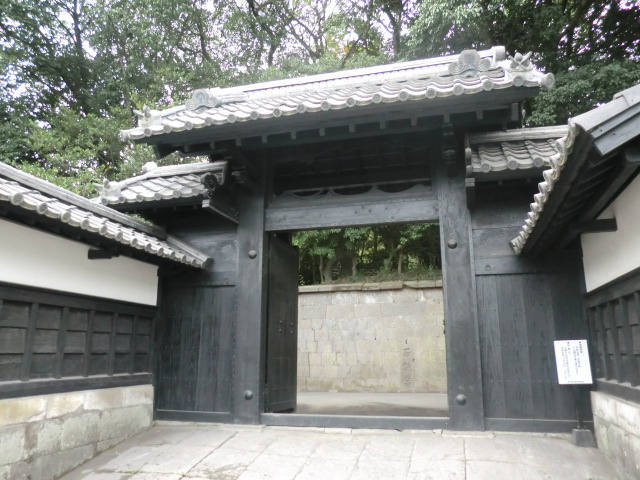
玉里島津邸の黒門

現在の校舎は島津斉興や島津久光が住んだ玉里島津邸の跡地に建てられている。この邸宅は1835年（天保6年）に斉興によって造営され、明治維新後も島津家の人々が住んでいたが、第二次世界大戦で邸宅は焼失した。その後1951年（昭和26年）に鹿児島市が敷地を買収し、1959年（昭和34年）に同校が移転してきた。
現在は庭園（国の名勝、指定名称旧島津氏玉里邸庭園）や、茶室（市の文化財）、武家長屋、長屋門のほか、黒門という1887年（明治20年）12月18日に行われた久光の国葬のために築造された門が現存しており、同校の生徒がこれらの施設を毎日清掃している。一般にも開放されており、見学は無料。

## 関係者

### 著名な出身者
- 大楠鼓雪（バレーボール）
- 小濱ゆみ（バレーボール）
- 鳥越未玖（バレーボール）
- 南美寿希（バレーボール）
- 吉崎ひな（バレーボール）
- 大久保真美（バレーボール）
- 岡村優美（バスケットボール）
- 中山律子（ボウリング）
- 若松育美（陸上）
- 上原美幸（陸上）
- 鶴田玲美（陸上）
- 藤崎小百合（競艇）
- 迫田夢乃（ラグビー）
- 小濱なつき（ファッションモデル）
- 彩海せら（宝塚歌劇団）
- 増元るみ子（拉致被害者）

### 著名な教職員
- 芳即正（校長） - 歴史学者、鹿児島県立図書館館長、鹿児島県立短期大学教授、鹿児島純心女子短期大学教授、尚古集成館館長